# Илија Бакић
Илија Бакић (Вршац, 1960) српски је књижевник, књижевни и стрипски критичар, уредник. Велики део књижевног опуса му је везан за фантастику и авангардну књижевност, нарочито сигнализам.

## Биографија
Дипломирао је на Правном факултету Универзитета у Београду. Члан је Друштва љубитеља фантастике „Лазар Комарчић“, Српског књижевног друштва, Удружења књижевника Србије, Друштва књижевника Војводине. Сарадник многих еминентних издавачких кућа и периодичних издања у Србији.
Познат је као приповедач, песник, романсијер, књижевни и стрип критичар. Његове књижевне активности и стваралаштво везани су за фантастичну и авангардну књижевност. Његова дела су објављена или самостално или су заступљена у више значајних антологијских избора фантастике. Потписује велики број критичких текстова и есеја на тему фантастике. На тај начин је значајно допринео популаризацији тог жанра и јуна 2017. године добио је за то и награду у оквиру Фестивала фантастичне књижевности Арт-Анима. 
Први штампани рад му је прича Последња топлота која је објављена у часопису Алеф 1990. године. Такође су му у публиковане песме, прикази, критике, расправе и приче  у различитим часописима: Алеф, Вршачка кула, Дневник, Кошава, Свеске, Књижевна реч, Кровови, НИН, Градина, Књижевне новине.

### Књиге поезије
- Ресурекциона сеча почетног положаја, Независна библиотека „Угао“, Вршац, 1993.
- Ортодоксна опозиција алтернативе слободног избора - Артефакт 1 (поезија), самиздат, Вршац, 1995.
- Желите ли да бесплатно летите, коауторски са Звонком Сарићем, самиздат, Суботица-Вршац, 1997.
- Корен кључа, наличје равнодневнице, Уметничка радионица „Кањишки круг“, Кањижа, 1999.
- Слава декадног система или о А Е И О У, 2000.
- 2002 (визуелна поезија) 2002.
- Протоплазма, 2003.
- 1 2 3 вежбајмо троуглове, (визуелна поезија), 2006.
- Филмови, Тардис, 2008.
- Од и до, 2017.

### Прозне књиге
- Пренатални живот (роман), едиција Знак Сагите, Београд, 1997. 2. издање: Народна књига - Алфа, 2005. Електронско издање: „Пројекат Растко“ у Библиотеци српске фантастике, Београд, 1999.
- Ја, Разарач, новела, 1998.
- Нови Вавилон (prosa brutalis), роман, самиздат, Вршац, 1998. и 2001.
- Доле, у Зони (интернет приче, приредио Зоран Стефановић), електронско издање: „Пројекат Растко“ у Библиотеци српске фантастике, Београд, 2000.
- Јесен Скупљача (приче), Тардис, Београд 2007.
- Багра дише, збирка прича, Еверест Медиа, Београд, 2009.
- Наставиће се (стрипоприче бр.1), збирка прича, Тардис, 2009.
- У одвајању, збирка прича, Агора, Зрењанин, 2009.
- Лед, двороман, Тардис, 2010.
- Мудријаши: свемирска пуцачина, ујдурма, роман/графички роман, Тардис, 2012.
- Футуриста у одступању или Унезверијада, роман, Тардис. 2012.  978-86-6099-037-4.
- Четири реке извиру у рају и ине пловидбе, приче, Агора, Зрењанин и Нови Сад, 2019.[7]
- Перфектни перфект, роман, 2021.
- Ка крају света, Ксандер, причороман, 2021.
- Људска грла или Леворуки, роман, 2021.
- Двостав, роман, 2021.
- Краут или Саће, новелороман, Агора, Зрењанин и Нови Сад, 2023.

### Књиге есеја
- Преко границе миленијума (сигнализам - изазов преступа), са Звонком Сарићем, 2005.
- 101 лице фантастике: лексикон жанровских писаца, Агора, Нови Сад, Зрењанин, 2015.
- Читање сигнала, књижевни приказ, Еверест Медиа, Београд, 2017. 230034444
- Три ока у глави, огледи о научној фантастици, 2022.
- Вилијам Гибсон или Фрагментарни поглед на кибер-панк, 2023.

### Важније антологије и књижевни избори
Заступљен је у антологијама српске и југословенске фантастике.
- Тамни вилајет 2, уредио Бобан Кнежевић, Знак Сагите, Београд, 1992.
- Тамни вилајет 3, Знак Сагите, Београд, 1993.
- Тамни вилајет 4, Знак Сагите, Београд, 1996. Друго издање 2012.
- Нова српска фантастика, уредили Бобан Кнежевић и Сава Дамјанов, СИЦ, Београд, 1994.
- Фантастична реч, Књижевна реч, бр. 492/493, Београд, 1997.
- Угриз страсти (приче еротске фантастике), уредио Павле Зелић, Друштво љубитеља фантастике „Лазар Комарчић“, 2007.
- Нова српска приповетка (приредио Горан Скробоња), Паладин, Београд,2013.
- Столеће сигнализма, Еверест медиа : Међународна културна мрежа "Пројекат Растко", Београд, 2014.
- ХААРП и друге приче о теоријама завере (приредио Горан Скробоња), Паладин, Београд, 2014.
- Књижевна фантастика : Алманах, Чаробна књига, Београд, 2015.
- Вадисрце : по мотивима истоименог романа Бориса Вијана / Ђорђе Миловић, (предговор Илија Бакић), Модести стрипови, Београд, 2015.
- Хаксли и нови, јадни свет, Дневник, Год. 73, бр. 24419 (10. феб. 2015). стр. 10.

## Рецепција опуса
Бакићевим опусом се бави и савремена српска наука о књижевности кроз чланке др Бојана Јовића, а дела су му високо оцењена и од стране критике и колега.
- Зоран Живковић, научник и писац: „Илија Бакић најбоље је чиме већ дуго располаже српска научна фантастика.“
- Дејан Ајдачић, филолог и слависта: „Бакић је писац који замишља и уверљиво представља нашу могућу будућност.“
- Горан Скробоња, писац и преводилац: „Бриљантни приповедач избрушеног стила, хроничар стварних и могућих догађаја на граници између светла и таме, Илија Бакић доноси читаоцу особену поетику која надраста строге одреднице жанра и отвара нове путеве за савремену српску књижевност. Најбољи фантаст међу песницима и најбољи песник међу фантастима, Бакић својом збирком прича Јесен скупљача читаоцу уистину даје оно најбоље од оба света.“
- Зоран Стефановић, писац-драматург и издавач: „Илија Бакић, као добро чувана књижевна тајна, несумњиво је један од ретких писаца европског ранга које неосвешћени екс-југословенски простор има.“

## Награде
Добитник је више награда.
- 1998 — Награда Српског друштва за научну фантастику из Београда за најбољу српску дугу причу: Више од 90 фрагмената повратка (Књижевна реч, бр. 492/493, Београд, 1997).
- 1999 — Награда друштва за научну фантастику из Београда Лазар Комарчић за најбољу кратку српску причу: Истините лажи о рату светова (часопис Знак Сагите, бр. 5, Београд, 1998).
- 2010 — Награда Друштва књижевника Војводине за књигу године, за књигу У одвајању.
- 2017 — Наградa „Станислав Лем”, за фантастику у књижевности.[9][10]
- 2017 — Награда Фестивала фантастичне књижевности Арт-Анима за допринос популаризацији фантастике[6]
- 2021 — Награда „Богдан Чиплић”, за најбољи прозни рукопис, за рукопис романа Двостав.[11]

## Галерија
Циклус Словенска и српска фантастика у Универзитетској библиотеци у Београду 2019.
- Илија Бакић
- Бојан Јовић, Илија Бакић и Дејан Ајдачић у разговору о српској књижевној фантастици.
- Илија Бакић (седи у средини) са писцима и љубитељима књижевне фантастике.